# كريستوفر كينورثي
كريستوفر كينورثي (بالإنجليزية: Christopher Kenworthy)‏ (1968)؛ مخرج أفلام وروائي بريطاني.

## روابط خارجية
- كريستوفر كينورثي على موقع IMDb (الإنجليزية)
- كريستوفر كينورثي على موقع ميوزك برينز (الإنجليزية)